# Molesmes
Molesmes är en kommun i departementet Yonne i regionen Bourgogne-Franche-Comté i norra Frankrike. Kommunen ligger i kantonen Courson-les-Carrières som tillhör arrondissementet Auxerre. År 2018 hade Molesmes 171 invånare.

## Befolkningsutveckling
Antalet invånare i kommunen Molesmes
| Referens: INSEE |